# 奚論
奚論（？—618年），朝鲜半岛新罗国牟梁人。
奚論之父讚德，有勇志英節，名高一時。建福二十七年（610年），真平王選讚德爲椵岑城縣令。建福二十八年（611年）十月，百濟發兵，來攻椵岑城一百餘天。真平王命將，以上州、下州、新州之兵救援，于是前去與百濟人交戰不胜，撤军。讚德憤恨对士卒说：“三州軍帥見敵强不進，城危不救，这是無義。與其無義而生，不如有義而死。”于是激昻奮进，且戰且守，到了粮盡水竭之时，居然吃屍体飮尿，力戰不怠。到建福二十九年（612年）正月，人员疲惫，城池將破，讚德仰天大呼：“我王委托我一城之地，而不能保护，被敵人所敗，願死后爲大厉鬼，吃盡百濟人，来收復此城。”于是举胳膊瞪眼，撞槐樹而死。於是城陷，軍士全部投降。
奚論二十餘歲时，以父之功，担任大奈麻。建福三十五年（618年），真平王命奚論担任金山幢主，與漢山州都督邊品，率兵攻取椵岑城。百濟人知道后，擧兵前來，奚論等迎击。交兵之后，奚論对諸將说：“昔日我父亲在此地殞身，我现在也和百濟人在此地作戰，这是我的死日。”于是短兵赴敵，殺死數人战死。真平王得知后，爲他流泪，对論家贈赐抚恤非常多。当時的人無不哀悼，爲他作長歌吊唁。